# Sint-Amelbergabasiliek

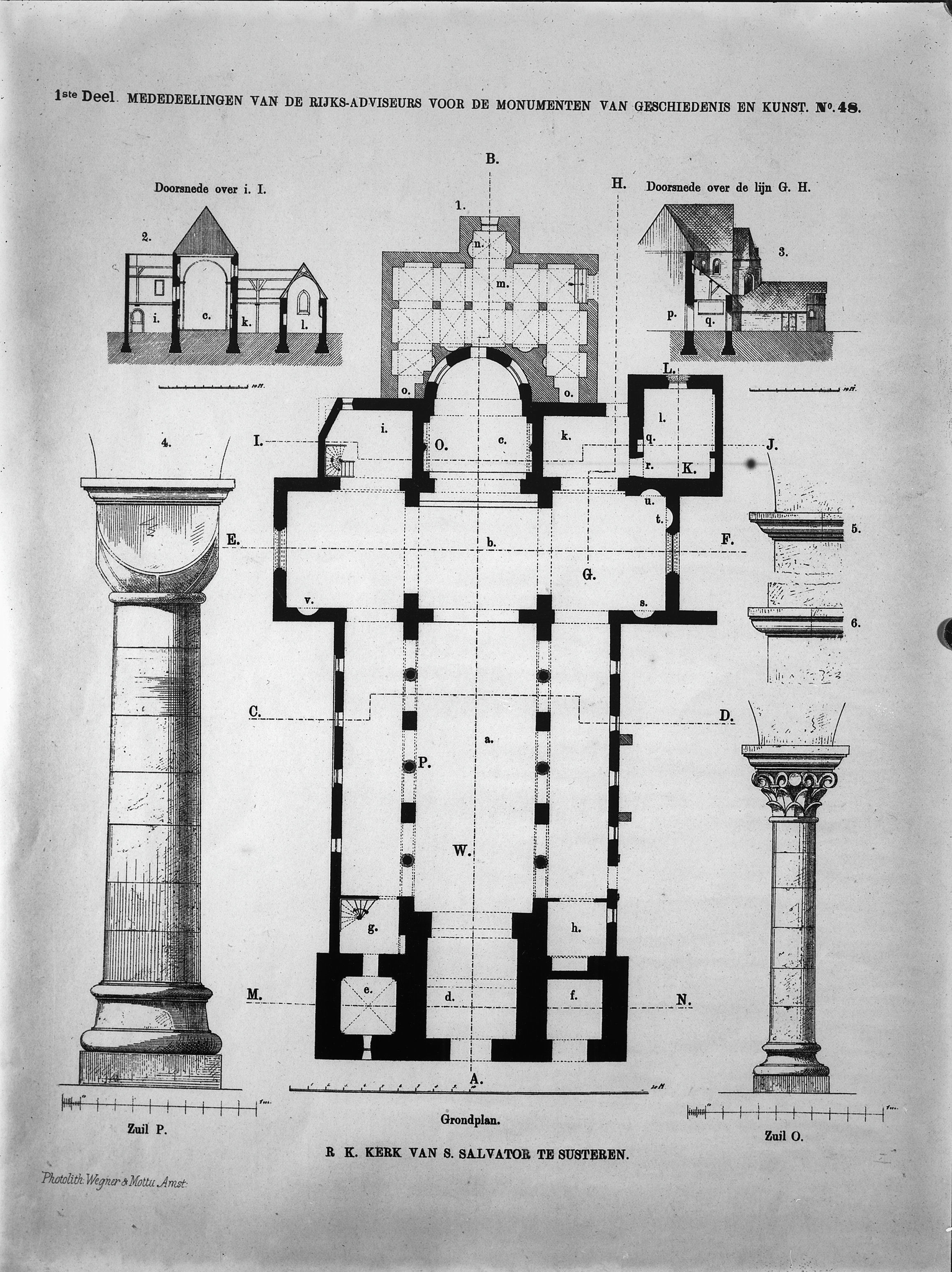
Plattegrond, doorsnedes en architectuurdetails, ca. 1930

De Sint-Amelbergabasiliek is een romaans kerkgebouw in het Nederlands Limburgse stadje Susteren. Ooit was het de kloosterkerk van de abdij van Susteren. Thans is het een rooms-katholieke parochiekerk en tevens een belangrijke bedevaartskerk, waar iedere zeven jaar een heiligdomsvaart wordt gehouden. In de goed bewaard gebleven 11e-eeuwse kerk bevindt zich het graf van de heilige Amelberga van Susteren. Sinds 2007 is de kerk een basiliek.

## Geschiedenis

### Abdijkerk
In 714 werd op het landgoed Suestra, op de plaats van de huidige basiliek, een abdij gesticht door Willibrord, Pepijn van Herstal en zijn vrouw Plectrudis, waarschijnlijk de oudste kloosterstichting in Nederland. De kerk was oorspronkelijk toegewijd aan Christus Salvator en de heilige apostelen Petrus en Paulus. De abdijkerk was een Karolingische eigenkerk en werd de grafkerk van enkele voorname familieleden van Plectrudis (onder anderen de heilige Vastrada, Gregorius van Utrecht en Alberik van Utrecht). De abdij zou in 882 verwoest zijn door de Noormannen. Bij archeologisch onderzoek in 1991-93 door de Rijksdienst voor het Oudheidkundig Bodemonderzoek zijn op het plein aan de noordzijde van de kerk de resten van dit oudste klooster opgegraven.
Korte tijd daarna werd het mannenklooster omgezet in een benedictinessenklooster, onder leiding van de eerste abdis, Amelberga van Susteren, die in de abdijkerk begraven werd en als heilige wordt vereerd. Zij zorgde ervoor dat de abdij opnieuw koninklijke allure kreeg. Koning Zwentibold van  Lotharingen werd er in 900 begraven, en zijn dochters, Benedicta en Cecilia, werden er abdis. Van allen zijn in de schatkamer relieken aanwezig.
In de 11e eeuw werd de oude abdijkerk vervangen door de huidige kerk in vroeg-romaanse, Ottoonse stijl. In de 12e eeuw werd hieraan een imposant westwerk toegevoegd.

### Stiftskerk
Uit het vrouwenklooster kwam in de 12e of 13e eeuw een stift voort, een seculier kapittel van adellijke dames. Korte tijd na de verovering van de Zuidelijke Nederlanden door de Franse Republiek in 1794 werd het kapittel opgeheven. De meeste stiftsdames waren Susteren toen al ontvlucht. De abdijgebouwen werden, op de stiftskerk na, in de loop van de 19e eeuw afgebroken.

### Parochiekerk
Over de eerste parochiekerk van Susteren is weinig bekend, behalve dat deze aan Onze-Lieve-Vrouw was toegewijd en dat deze eind 18e eeuw wegens bouwvalligheid werd afgebroken. De oude abdijkerk deed vanaf dat moment, nog vóór de opheffing van het kapittel, dienst als stiftskerk en als parochiekerk. De kerk kreeg in de 19e eeuw de naam Sint-Amelbergakerk, als verwijzing naar de heilige Amelberga, de eerste abdis van het klooster. In de jaren 1885-91 werd de kerk naar plannen van architect Pierre Cuypers gerestaureerd. De huidige opzet van het westwerk, waarvan delen verdwenen waren, dateert van de restauratie. In 1948 moest de kerk na zware oorlogsschade opnieuw worden hersteld.

### Bedevaartskerk en heiligdomsvaart
Als bedevaartsoord werd Susteren vanaf de 19e eeuw tot ongeveer 1940 vooral bezocht vanwege de relieken van de heilige Apollonia, die werd aangeroepen bij kiespijn. Op een scheiboog in het middenschip van de kerk stond vroeger een schildering van deze heilige, maar deze is tijdens renovatie in 1971-72 verdwenen. In de schatkamer bevindt zich een 18e-eeuwse reliekhouder met een tand. Het is echter niet zeker of deze daadwerkelijk aan de heilige heeft toebehoord. Andere belangrijke relieken zijn die van de Utrechtse heiligen Gregorius van Utrecht en Alberik I.
Elke zeven jaar wordt de traditionele Heiligdomsvaart van Susteren georganiseerd. Tijdens dit feestelijke religieuze evenement worden de relieken in het openbaar getoond. De laatste heiligdomsvaart was in 2014. Soortgelijke evenementen vinden tevens plaats in Maastricht, de Belgische steden Tongeren en Hasselt en in de nabije Domstad Aken.
Bij gelegenheid van de heiligdomsvaart van 2007 is door de paus aan de Sint-Amelbergakerk de titel basilica minor toegekend.

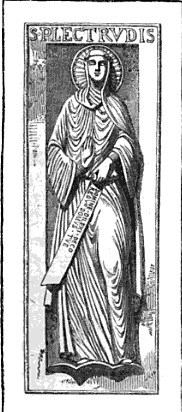
Plectrudis
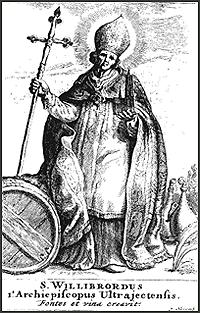
Willibrord
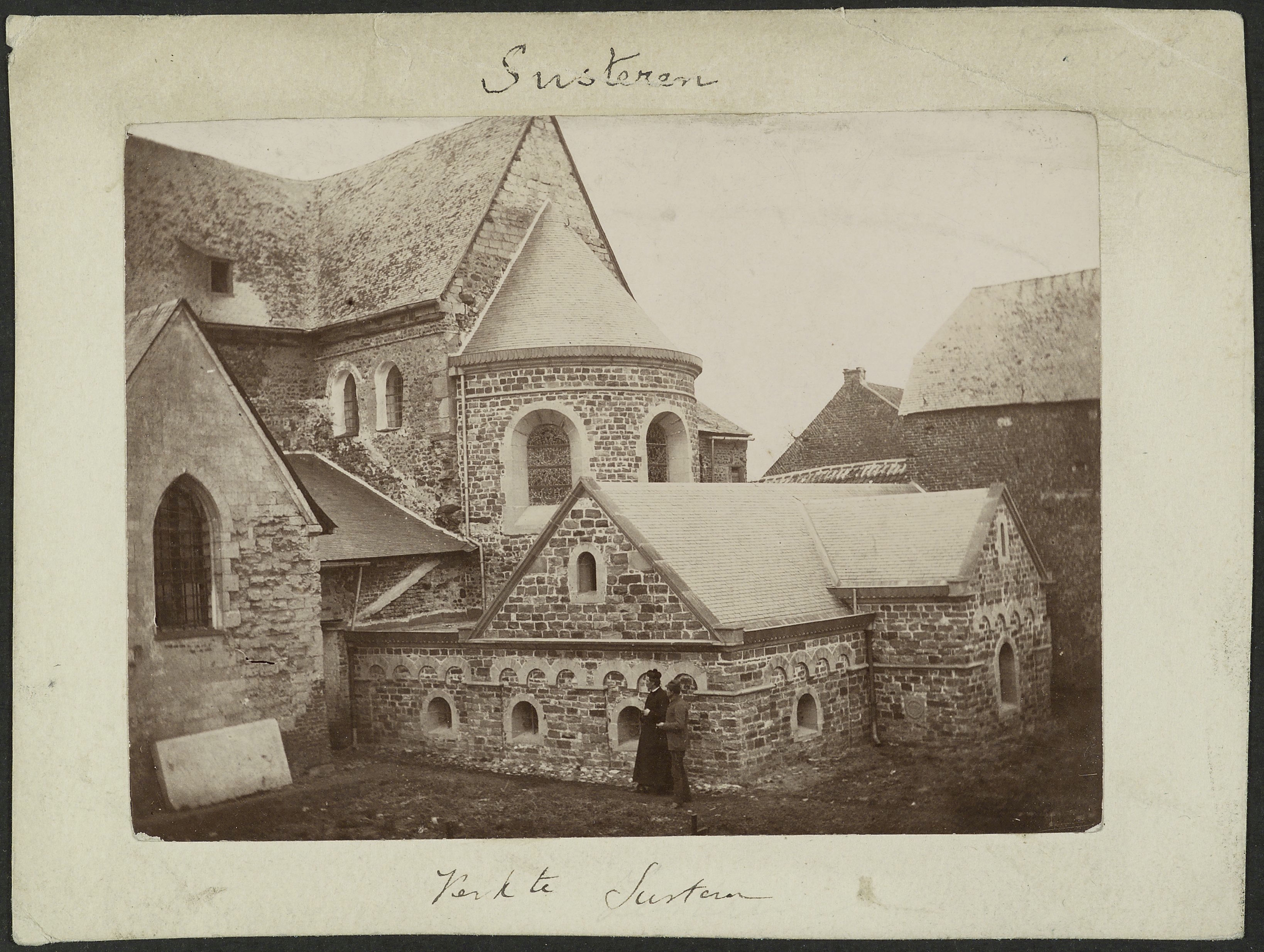
'Buitencrypte', ca. 1900
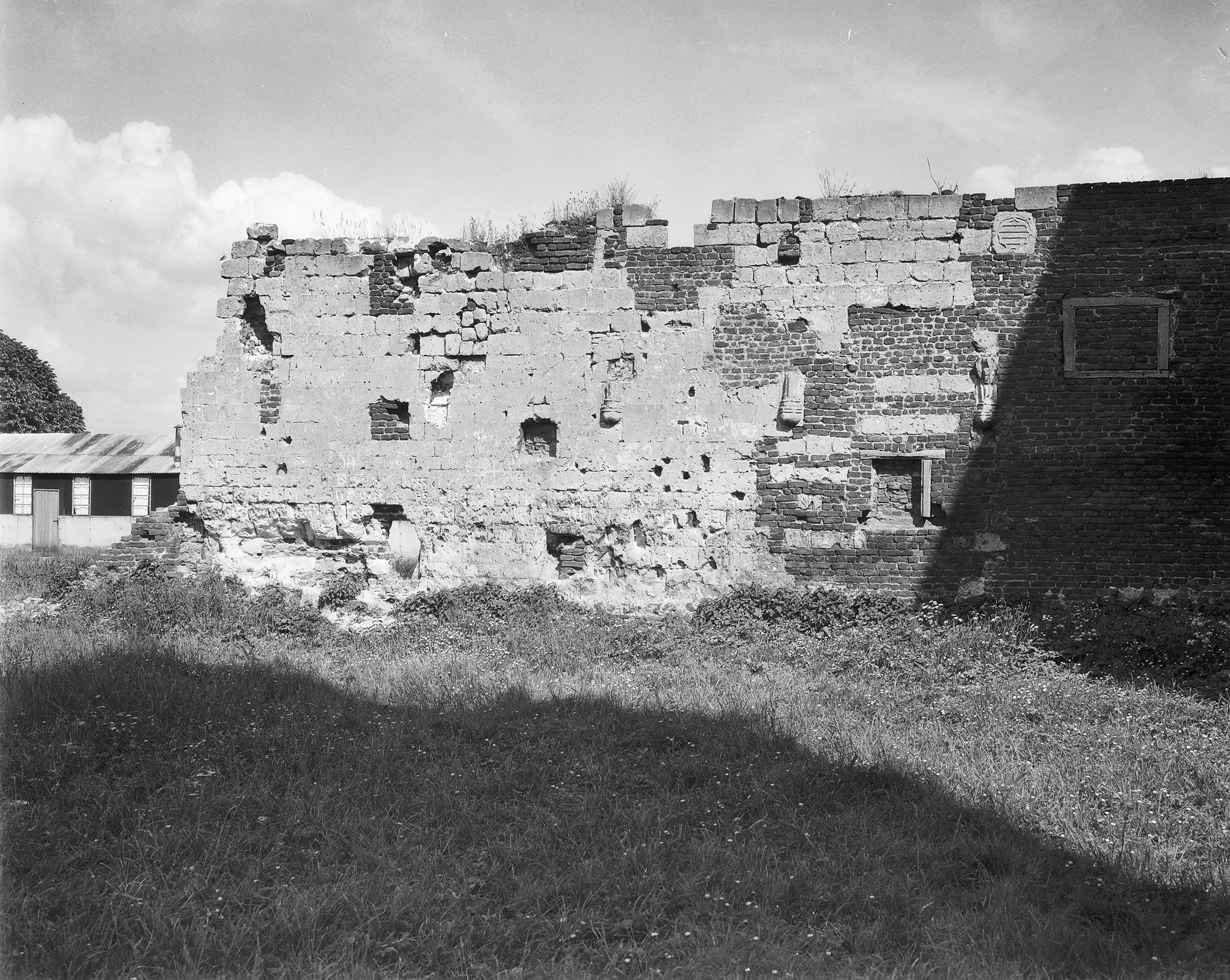
Oude kloostermuur, 1958

## Architectuur en kunst

### Exterieur kerk

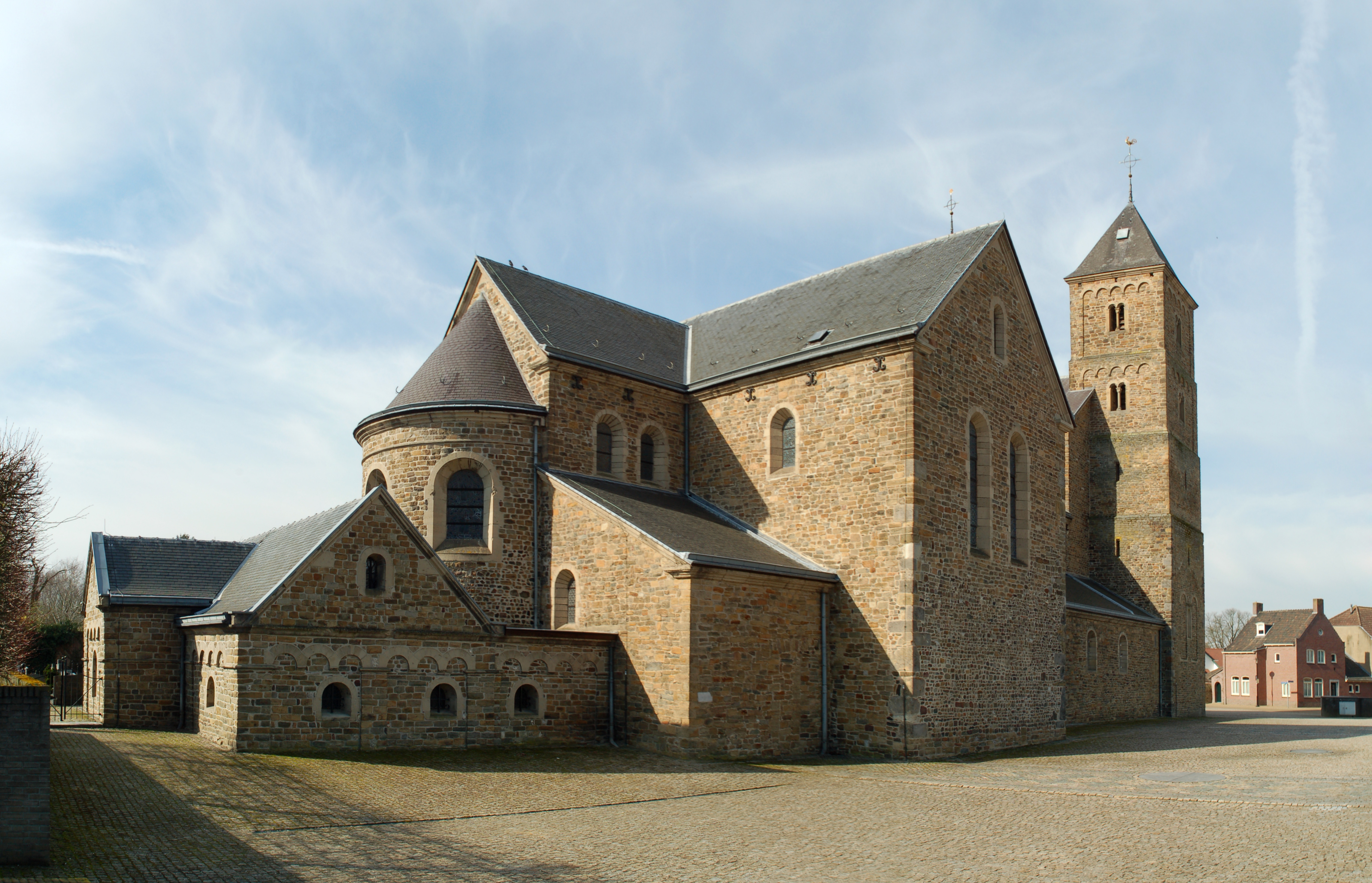
Kerk vanuit het noordoosten

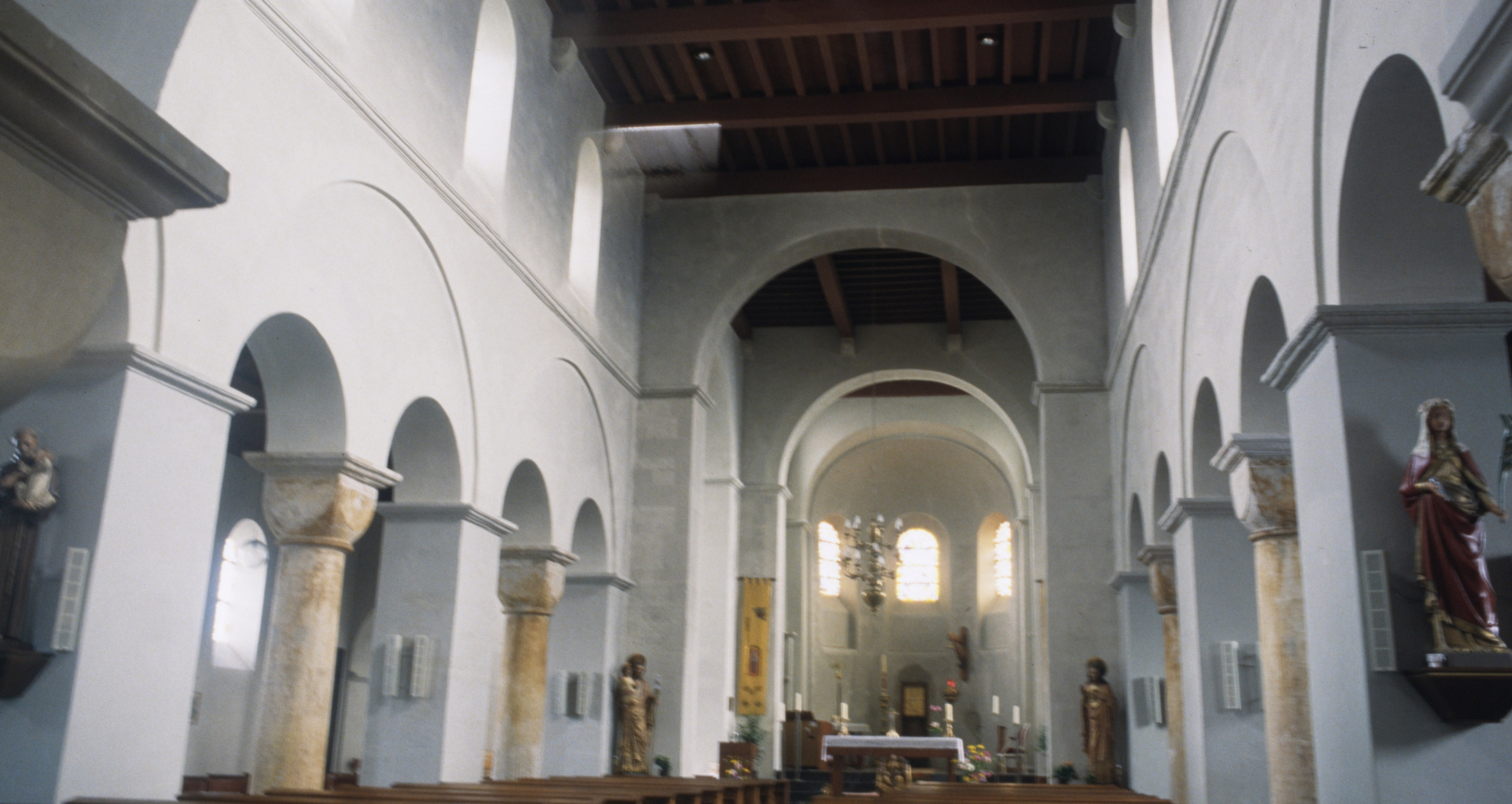
Interieur met alternerend stelsel

De Sint-Amelbergakerk is een vroeg-romaanse kruisbasiliek met een westbouw en een uitwendige crypte. Voor de uit ca. 1060 daterende kerk stonden enkele kerken uit de regio Essen-Werden model. Ook de romaanse kapitelen in de kerk van Susteren, en in de Sint-Medarduskerk in Wessem, vertonen overeenkomsten met Essen en Werden. De 11e-eeuwse uitwendige crypte is uniek in Nederland, maar werd in de 19e eeuw ingrijpend gerestaureerd.
Het westwerk van de kerk dateert uit de 12e eeuw en was oorspronkelijk nagenoeg identiek aan dat van de kerk van het stift Essen, bestaande uit een middenbouw met een achtzijdige toren en twee lagere, flankerende traptorens. Deze opzet is niet behouden; al voordat de kerk in de jaren 1885-91 werd gerestaureerd, was de middenbouw verdwenen en was een van de torens verhoogd. De huidige opzet dateert van de restauratie en werd ontworpen naar Franse voorbeelden. De kerk heeft thans een dubbeltorenfront, waarin zich enkele oude klokken bevinden: de grootste klok, met een diameter van 1 meter, dateert uit 1309 en werd gegoten door P. van Sittert; een kleinere klok uit 1608 is van de van oorsprong Neurenbergse klokkengieter Hans Falck.

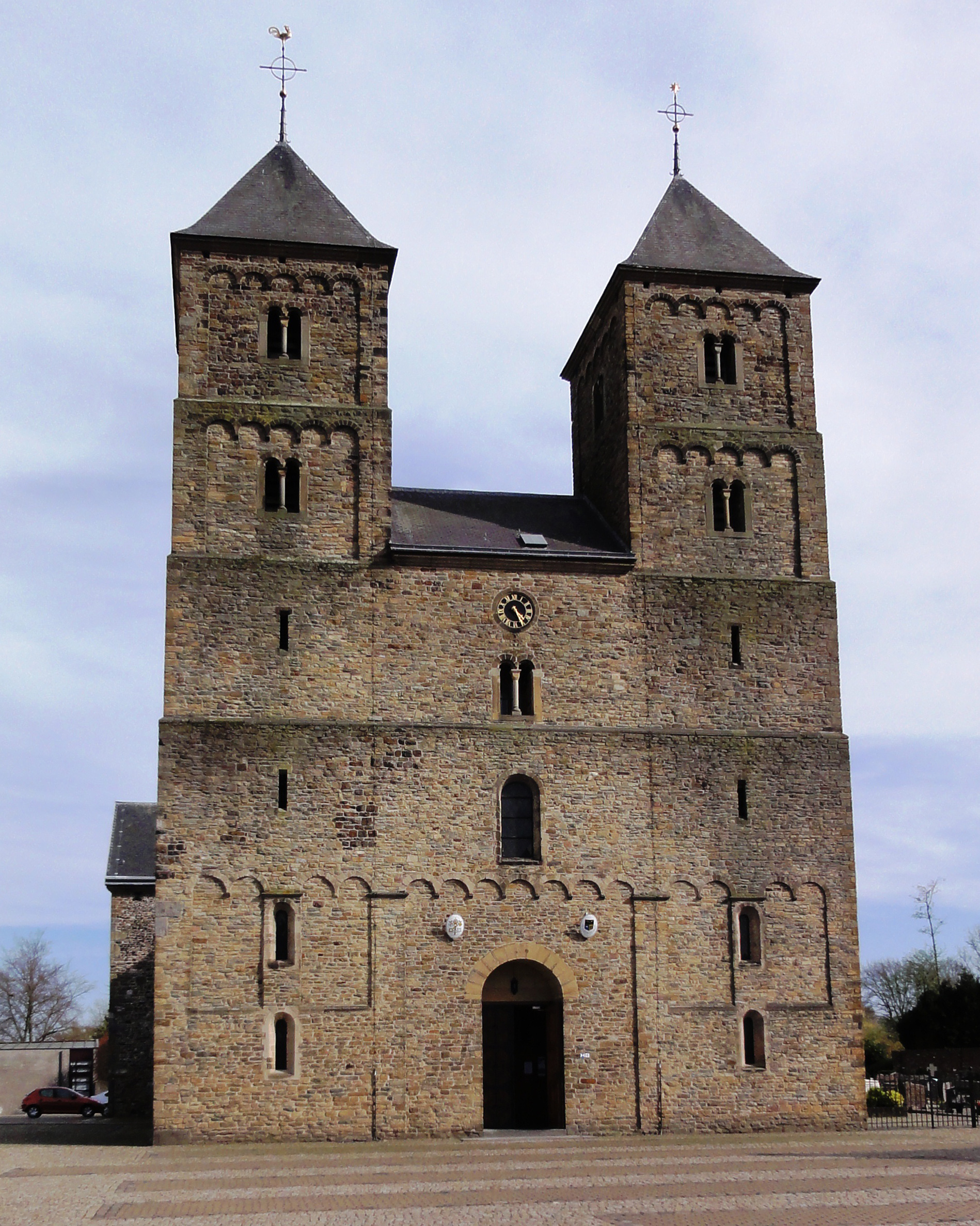
Westwerk
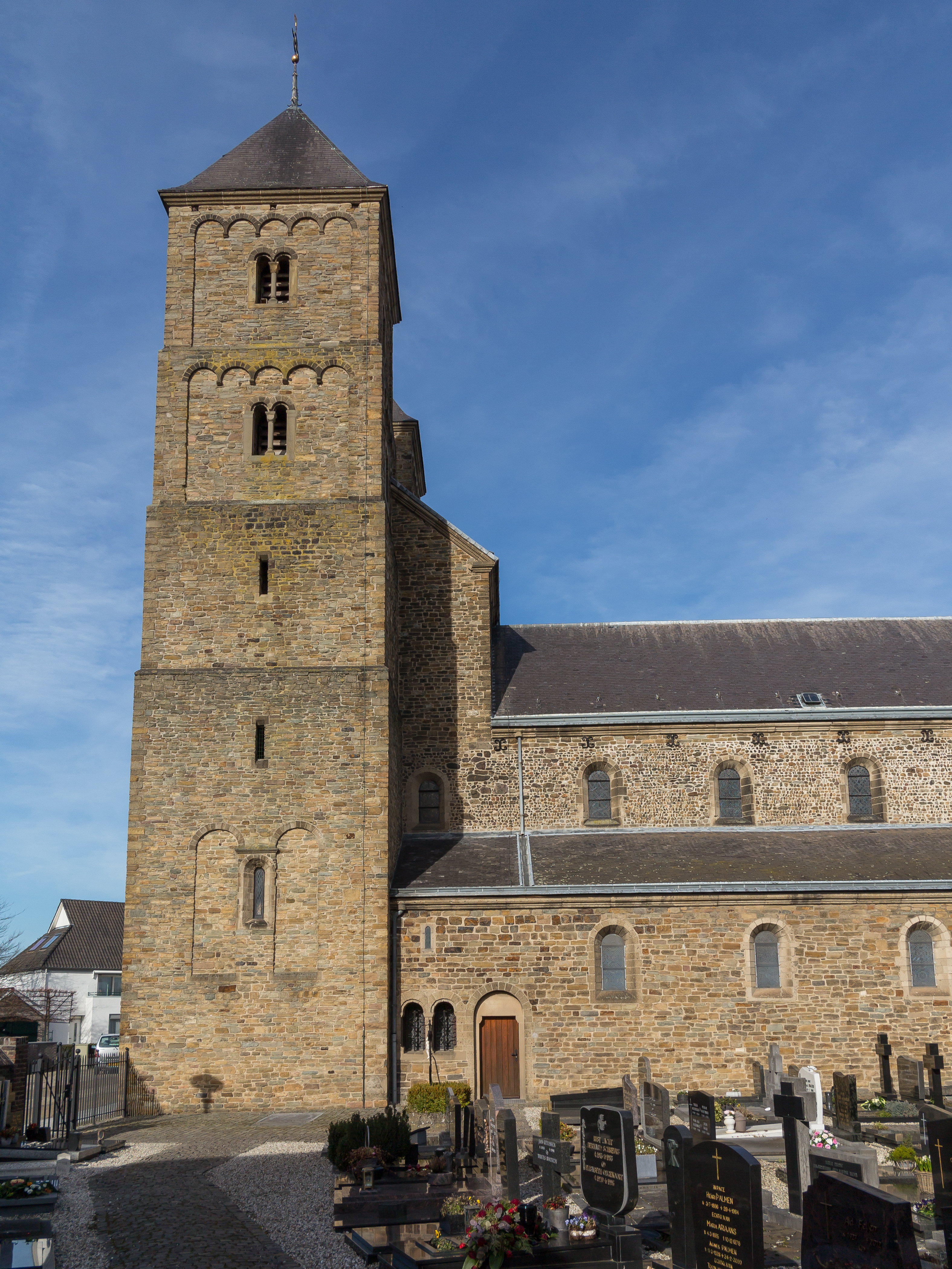
Idem, vanuit het zuiden
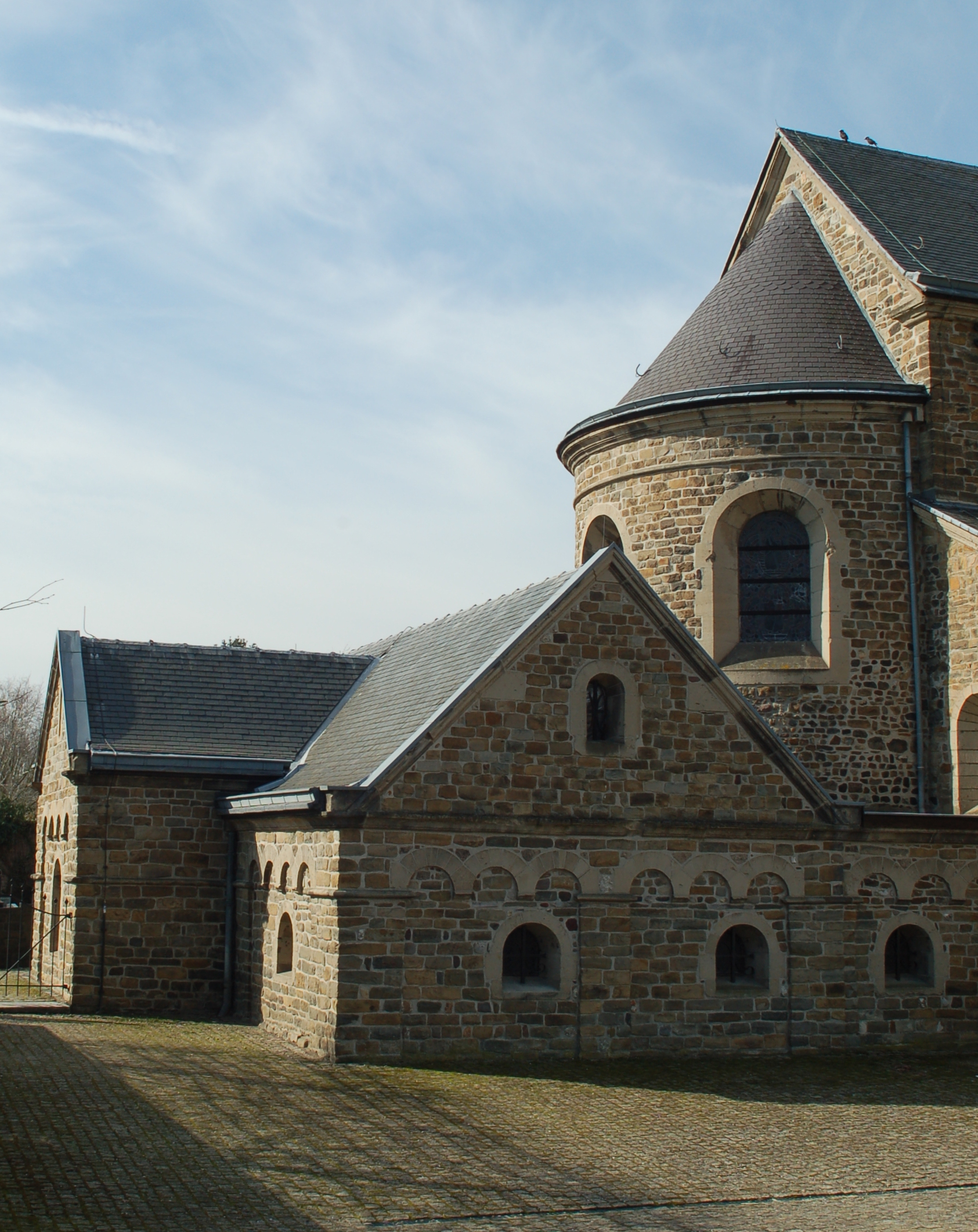
Koor en buitencrypte
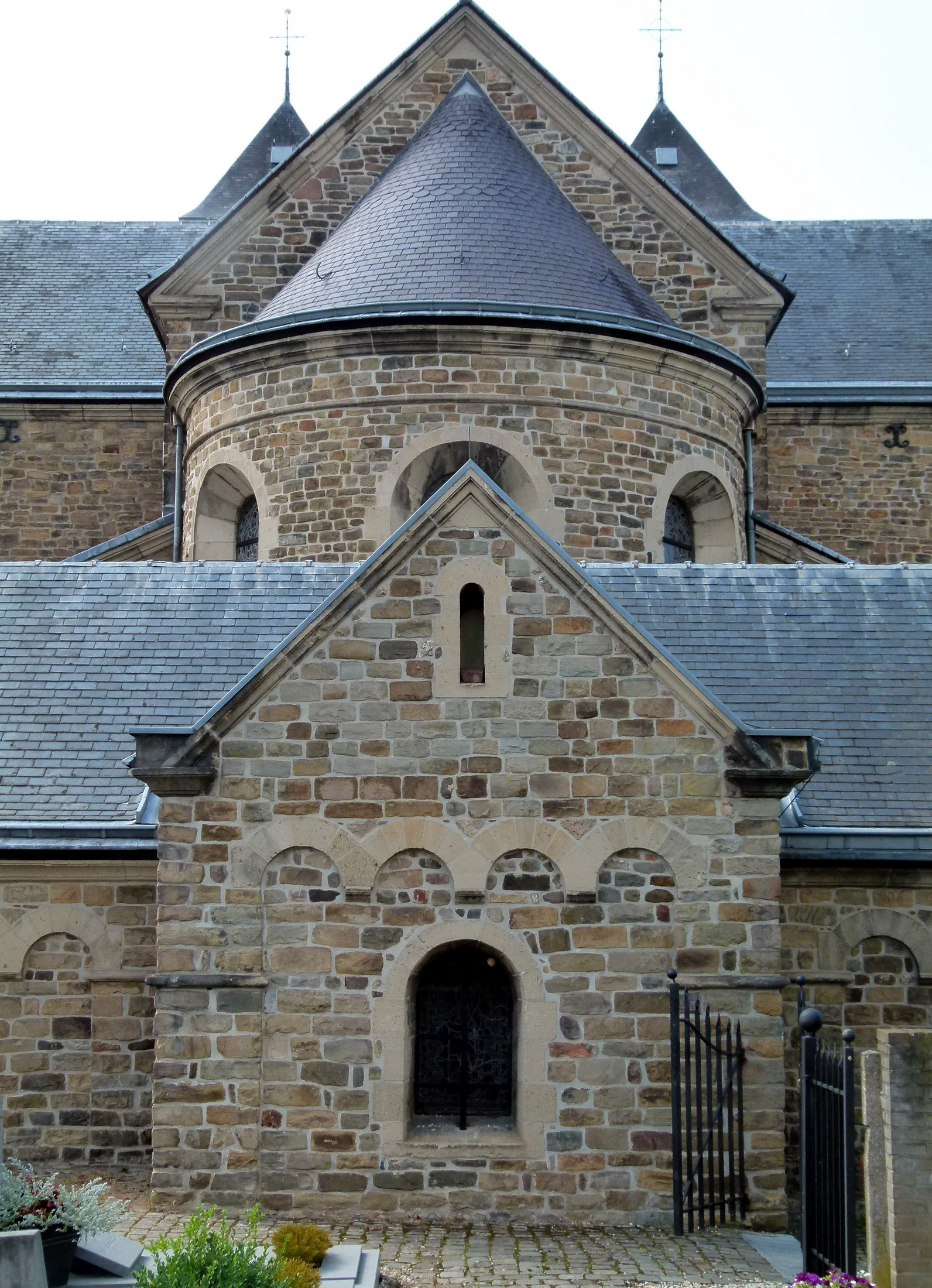
Idem, vanuit het oosten

### Interieur kerk en crypte
Het driebeukige schip heeft een vlakgedekt plafond, dat wordt gesteund door zware romaanse pijlers en zuilen, die met elkaar verbonden zijn door alternerende steunbogen (Duits: Stützenwechsel). De kerk heeft twee crypten. Zowel de buitencrypte (bij het koor), als de westcrypte (onder de westbouw) zijn overwelfd.
In het interieur bevinden zich onder andere een stenen sarcofaag met deksel (wellicht uit de 10e eeuw), twaalf grafzerken van abdissen, kanunnikessen en kanunniken (15e-18e eeuw), een doopvont uit ca. 1200, een 18e-eeuwse biechtstoel en een orgel uit het midden van de 19e eeuw met 18e-eeuws pijpwerk. De kerk bezit enkele 16e-eeuwse houten beelden van onder anderen Maria met kindje Jezus, de heilige Catharina en Sint-Sebastiaan.

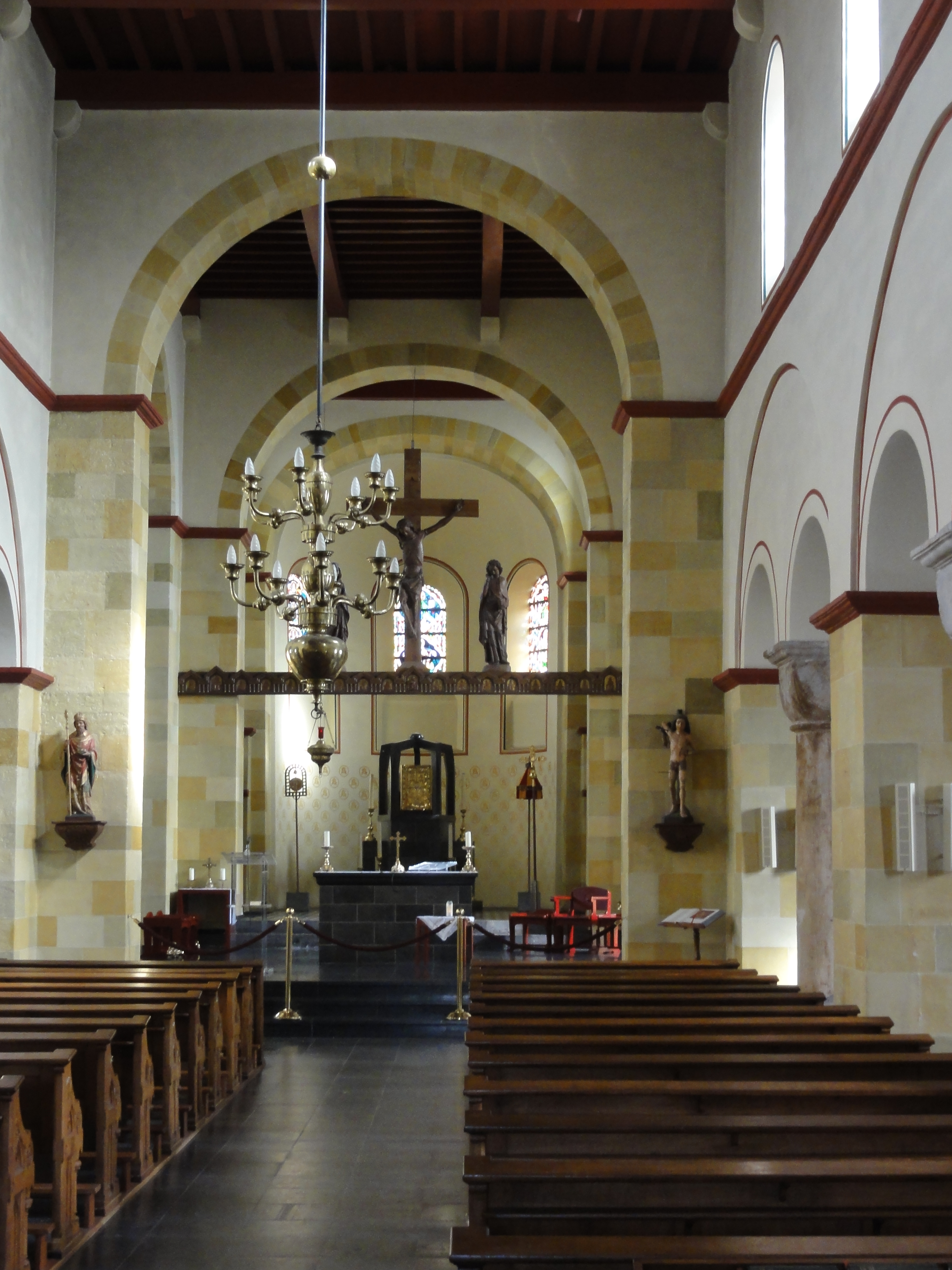
Middenschip en koor
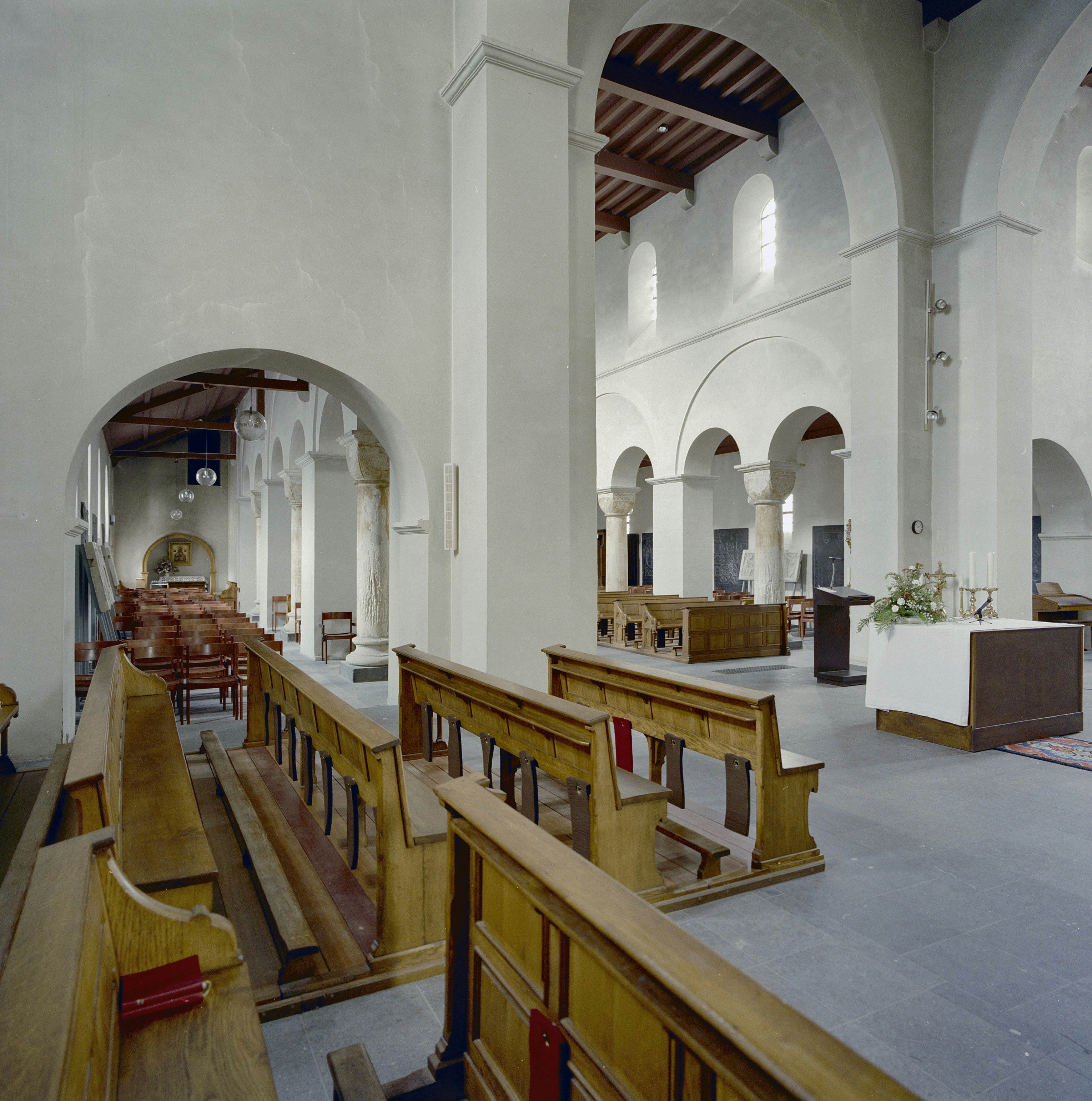
Zicht naar het westen
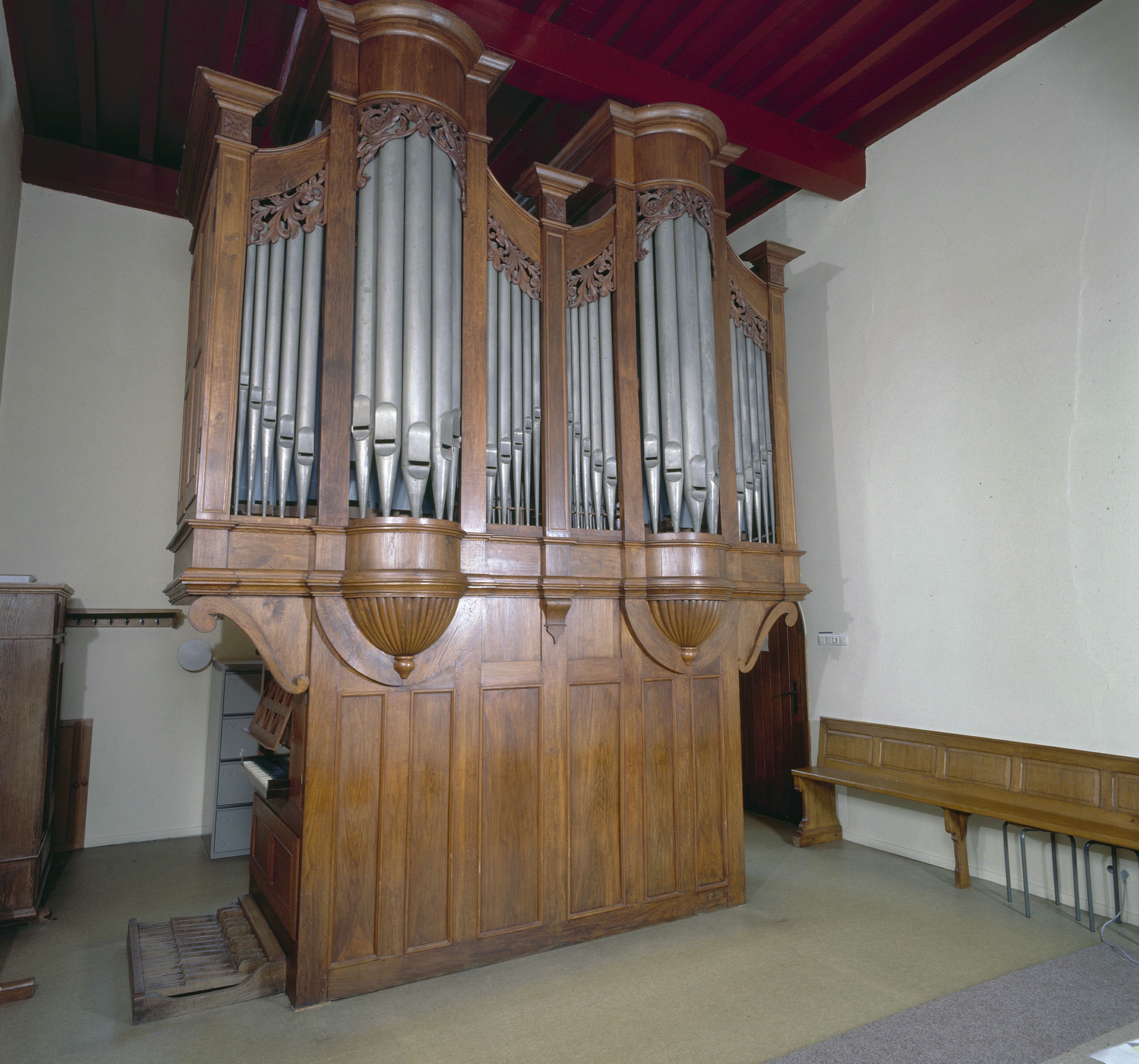
Orgel
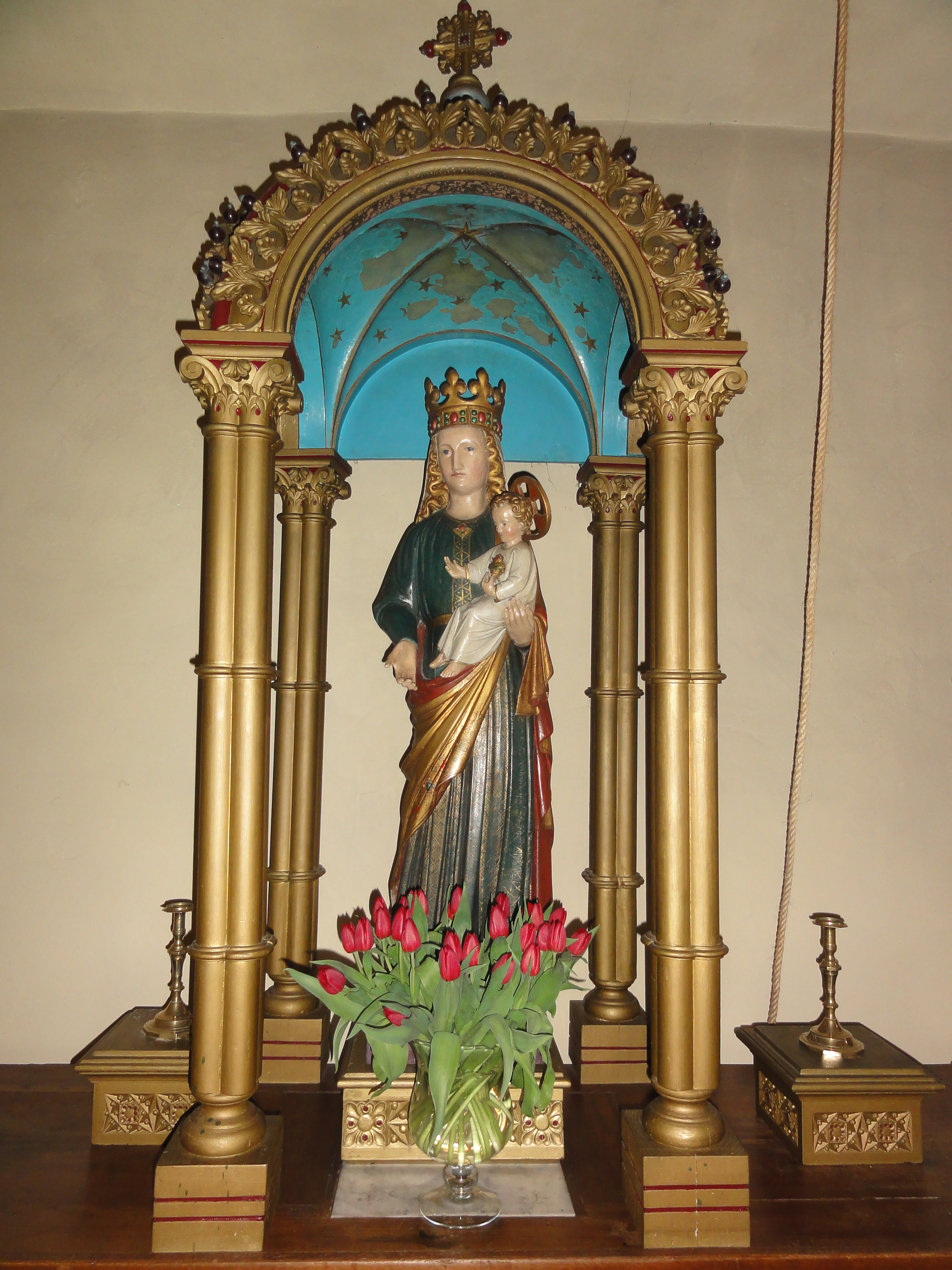
Madonna met kind

### Schatkamer

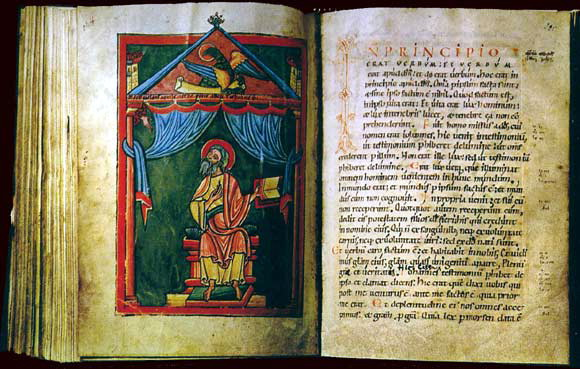
Evangeliarium van Susteren (Johannes-evangelie)

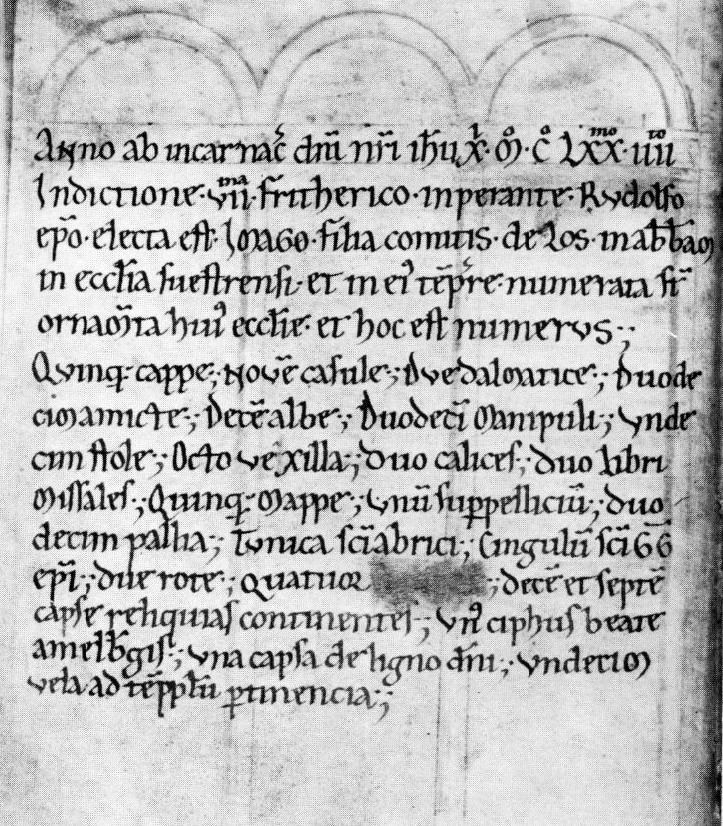
Reliekenlijst, in 1174 bijgevoegd bij het Evangeliarium van Susteren (schatkamer)

Een kostbaar bezit van de schatkamer van Susteren is het Evangeliarium van Susteren, een evangelieboek met miniaturen uit de 11e of 12e eeuw, in 1174(?) door de abdis Imago van Loon aan het klooster geschonken. In het Evangeliarium is ook een in 1174 gedateerde kerkinventaris opgenomen, die zeventien reliekhouders vermeldt, waaronder relieken van het Heilig Kruis en de Susterense heiligen Amelberga, Gregorius en Alberik. Een inventarislijst uit 1688 is uitgebreider en vermeldt onder andere relieken van Gregorius en Alberik, een gouden reliekhouder met daarin een reliek van Zwentibold, twee kledingstukken van Zwentibold, relieken van Zwentibold's dochters Benedicta en Cecilia, een aantal relieken van Amelberga, waaronder haar drinkschaal, een zilveren kruis met een kruisrelikwie, de zalfdoos van Maria Magdalena, een kledingreliek van Johannes de Evangelist en relieken van Walburga. Een incomplete 18e-eeuwse inventarislijst vermeldt daarenboven nog relieken van de apostel Mattias en Sint Joris, een zilveren doosje met een tand van Zwentibold en een vierkante, met zilveren plaatjes beklede reliekendoos met relikwieën van diverse heiligen. Veel van deze relieken en reliekhouders zijn in de Franse tijd verloren gegaan.
Een belangrijke kerkschat is het 10e/11e-eeuwse eikenhouten reliekschrijn van Amelberga. Het schrijn, dat de vorm heeft van een huis, meet 52 × 36 × 41 cm en was aanvankelijk bekleed met zilveren platen die voorstellingen bevatten van de oorspronkelijke patroonheiligen van de kerk en de deugden. Het schrijn raakte in de 14e eeuw zwaar beschadigd toen het westwerk, waarin zich de schatkamer bevond, gedeeltelijk instortte. De zilveren platen zijn in 1890 verwerkt in een nieuw schrijn, dat slechts aan drie zijden bekleed is. Op de voorgevel staan Christus (als Majestas Domini) en Amelberga afgebeeld met in email het opschrift sors illorum est ('dit is hun deel'). Op de lange zijde staan de apostelen Petrus (12e eeuw), Paulus (1890), Andreas (12e eeuw), Jacobus (12e eeuw), Johannes (1890) en Bartolomeus (1890) afgebeeld. Op het zadeldak zijn zes allegorieën van deugden verwerkt; op een na alle uit de 12e eeuw.
Andere herinneringen aan Amelberga in de schatkamer zijn een gepolychromeerde notenhouten reliekbuste van de Maastrichtse beeldsnijder Jan van Steffeswert (begin 16e eeuw), een klein 19e-eeuws schrijn van verguld koper en glas met botrelieken van Amelberga, Benedicta, Cecilia en Gregorius, en een kleine, ovale reliekhouder van koper uit de 19e eeuw met relieken van Amelberga en Cecilia. De in vroegere inventarislijsten vermelde zilveren 'bokaal van Amelberga' is in het begin van de 20e eeuw spoorloos verdwenen.
Van de in Susteren begraven 8e-eeuwse abt Gregorius en zijn neef, de Utrechtse bisschop Alberik, zijn in de schatkamer diverse herinneringen aanwezig, onder andere de twee gepolychromeerd houten reliekbustes van de heiligen uit 1890, deels verguld en versierd met gekleurde glasstenen, met daarin de schedels van Gregorius en Alberik en twee houten dozen uit 1885 waarin zich de overige beenderrelieken bevinden. Nog meer relieken van de twee heiligen bevinden zich in een koperen ostensorium uit 1886 en een eenvoudig koperen reliekschrijn uit 1898. Het zogenaamde kleed van Alberik blijkt een uit Noord-Duitsland afkomstig stuk halfzijde uit de 15e eeuw te zijn, waarschijnlijk ooit gebruikt om relieken in te wikkelen. Een in 1688 vermeld zilveren kruis met relieken van Gregorius is niet meer in de schatkamer aanwezig.
De schedel van Zwentibold, verpakt in stof en gekroond met een gouden lauwerkrans, wordt in de schatkamer bewaard in een 17e of 18e-eeuwse witgelakte reliekhouder. Ook de schedel van Zwentibold's echtgenote Oda wordt bewaard in een reliekhouder die sterk lijkt op die van Zwentibold. Het zogenaamd 'kleed van Zwentibold' is een 14e of 15e-eeuwse groen fluwelen wapenrok met borduurwerk. Het kleed werd in de 19e eeuw teruggevonden, verknipt als kussenovertrek in een biechtstoel. De 'tand van Zwentibold', die in de 18e-eeuwse lijst vermeld werd, is verdwenen, maar is wellicht verward met de eerdervermelde 'tand van Appolonia'.

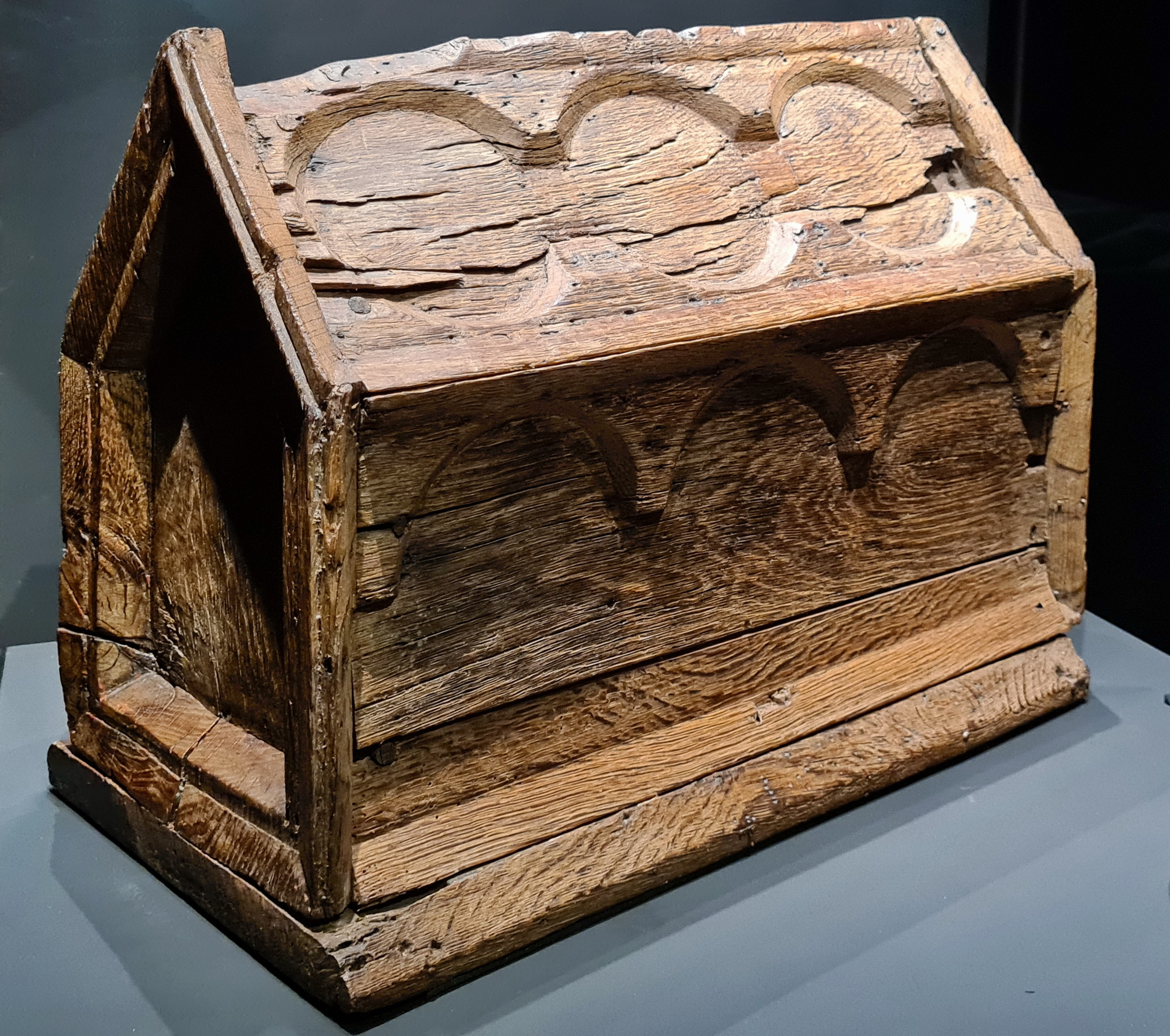
Houten kern Amelberga-schrijn, 10e eeuw
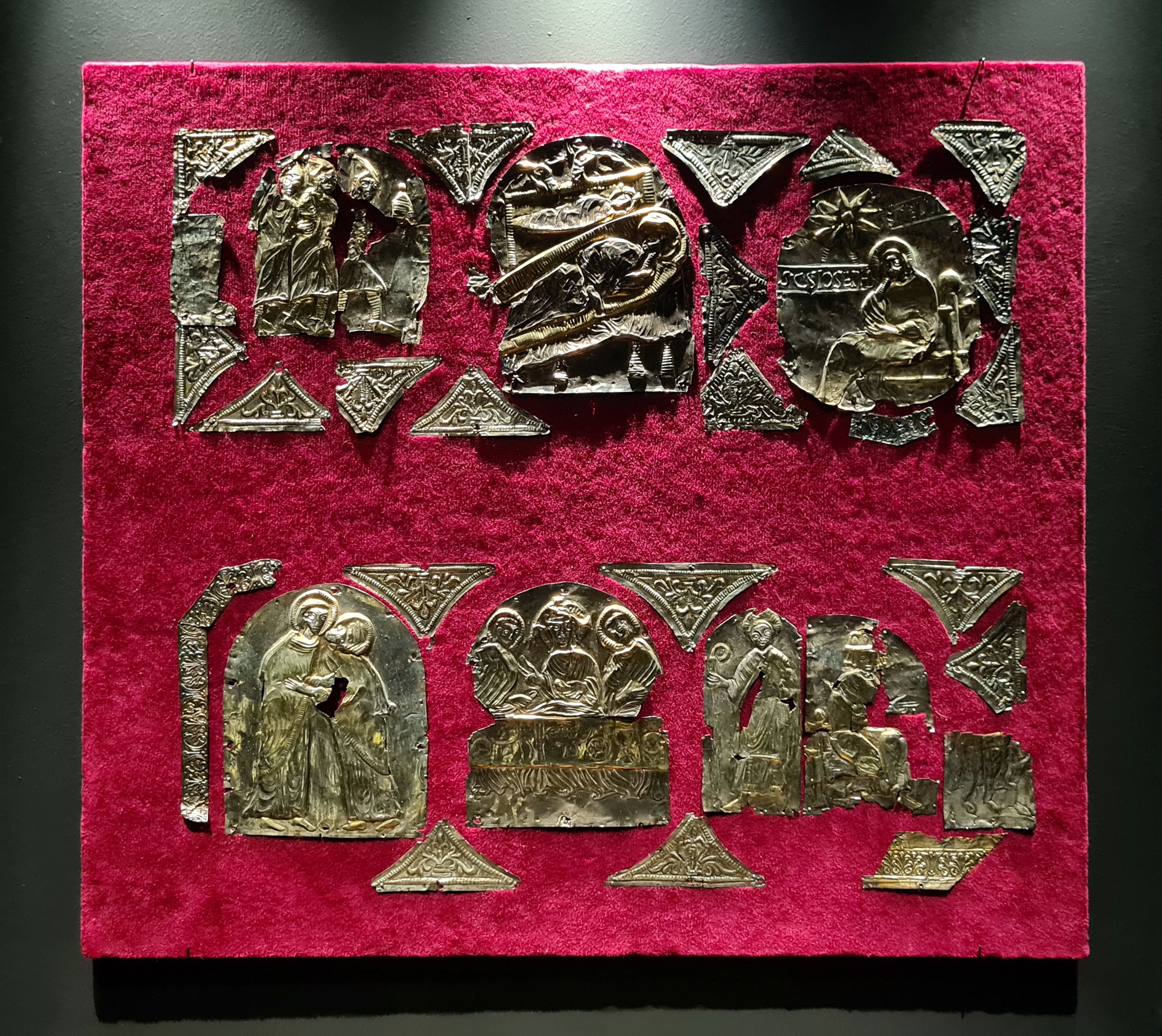
Verguld zilveren beplating Amelberga-schrijn, 11e eeuw
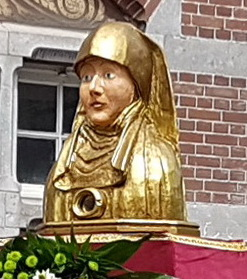
Reliekbuste Amelberga van Susteren (tijdens processie)
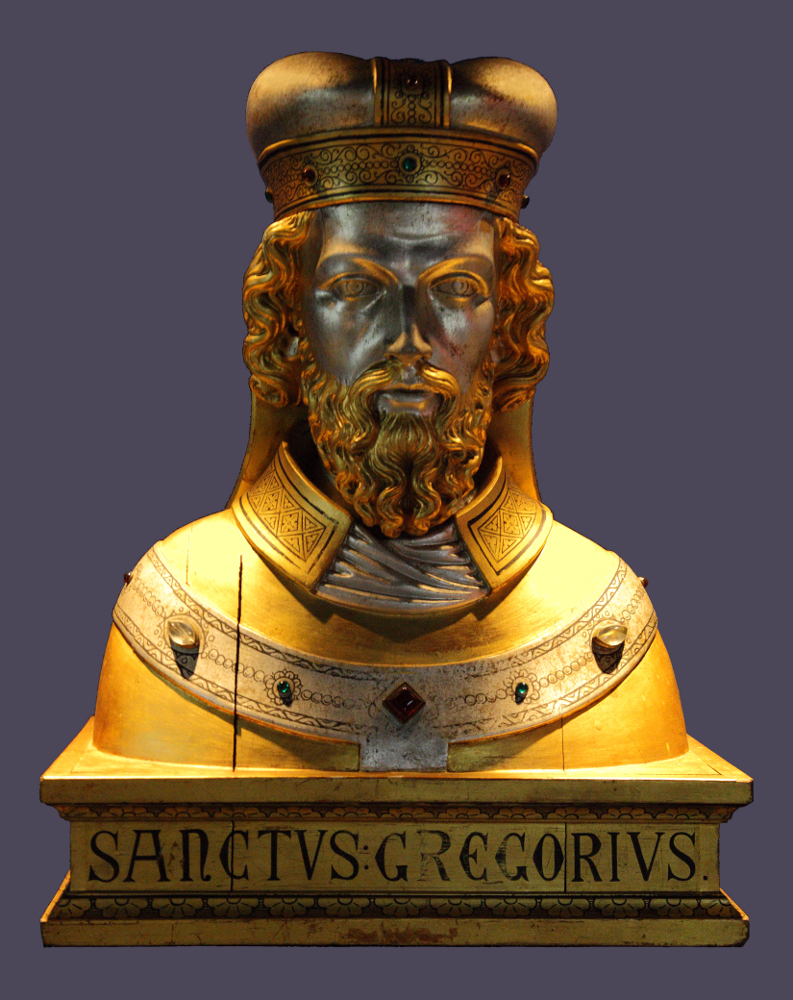
Reliekbuste Gregorius van Utrecht

Sint-Georgiusbasiliek (Almelo) · Co-kathedrale basiliek van de Heilige Nicolaas (Amsterdam) · Sint-Franciscusbasiliek (Bolsward) · Sint-Petrusbasiliek (Boxmeer) · Sint-Petrusbasiliek (Boxtel) · Sint-Janskathedraal (Den Bosch) · Sint-Calixtusbasiliek (Groenlo) · Kathedrale basiliek Sint Bavo (Haarlem) · Sint-Lambertusbasiliek (Hengelo Ov) · Sint-Willibrordusbasiliek (Hulst) · Sint-Nicolaasbasiliek (IJsselstein) · Sint-Jansbasiliek (Laren NH) · Onze-Lieve-Vrouwebasiliek (Maastricht) · Sint-Servaasbasiliek (Maastricht) · Basiliek van het H. Sacrament (Meerssen) · Sint-Petrusbasiliek (Oirschot) · Sint-Plechelmusbasiliek (Oldenzaal) · Sint-Jansbasiliek (Oosterhout NB) · Basiliek van de H.H. Agatha en Barbara (Oudenbosch) · Basiliek van de Heilige Kruisverheffing (Raalte) · Sint-Liduinabasiliek (Schiedam) · Basiliek van de H.H. Wiro, Plechelmus en Otgerus (Sint Odiliënberg)  · Basiliek van Onze-Lieve-Vrouw van het Heilig Hart (Sittard) · Sint-Amelbergabasiliek (Susteren) · Sint-Pancratiusbasiliek (Tubbergen) · Sint-Martinusbasiliek (Venlo) · Basiliek van Onze-Lieve-Vrouw-ten-Hemelopneming (Zwolle)